# Vorn Vet

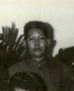
Vorn Vet (1978)

Vorn Vet (* ca. 1934 als Penh Thuok in Siem Reap, Französisch-Indochina; † wahrscheinlich Dezember 1978 in Phnom Penh, Demokratisches Kampuchea) war ein kambodschanischer Politiker. Er war ein führendes Mitglied der Roten Khmer und über viele Jahre ein enger Vertrauter Pol Pots. Von 1976 bis 1978 hatte Vorn im Demokratischen Kampuchea mehrere politische Ämter inne; unter anderem war er stellvertretender Premierminister und Industrieminister. Er wurde wahrscheinlich einen Monat vor dem Ende des Regimes der Roten Khmer unter nicht vollständig geklärten Umständen ermordet.

## Name
Vorns Geburtsname lautete Penh Thuok. Vorn war ein Nom de guerre, den er in den 1960er-Jahren und nach kurzer Unterbrechung wieder von 1975 bis 1978 nutzte. Zeitweise verwendete er auch die Aliasnamen Suok Thuok (1970 bis 1975), Sok, Mean, Koun, Vorn und Vet.

## Biografie

### Kindheit und Jugend
Vorn wurde in der nordwestkambodschanischen Provinz Siem Reap geboren. Seine Eltern waren Landarbeiter. Ab 1948 besuchte er eine weiterführende Schule in Battambang, 1952 nahm er ein Studium in Phnom Penh auf, das er nach einem Jahr abbrach. 1953 schloss sich Vorn der Guerillagruppe Khmer Issarak an, die für eine Unabhängigkeit Kambodschas von der Kolonialmacht Frankreich kämpfte. 1954 ging er ins Exil nach Vietnam, wo er Pol Pot kennenlernte. Beide verband eine mehr als 20 Jahre dauernde politische Freundschaft.

### Funktionär der Kommunistischen Partei Kambodschas
Nach dem Ende des Indochinakriegs kehrte er nach Phnom Penh zurück und wurde dort zum Jahresende in die Kommunistische Partei Kambodschas aufgenommen, deren Zentralkomitee er seit 1963 angehörte. In diese Zeit fiel die erstmalige Nutzung des Nom de guerre Vorn Vet. Einige Quellen halten es „für möglich“ oder „nicht ausgeschlossen“, dass Vorn in den 1960er-Jahren als Doppelagent für den US-amerikanischen Geheimdienst CIA arbeitete, nennen aber keine konkreten Anhaltspunkte für diese Annahme.
Während des Kambodschanischen Bürgerkriegs hatten die Roten Khmer das Land in unterschiedliche Zonen aufgeteilt. Eine von ihnen war die Spezialzone um die Hauptstadt Phnom Penh. Ab 1971 war Vorn Erster Parteisekretär in der Spezialzone.

### Demokratisches Kampuchea

#### Superminister
Nach der Machtübernahme der Roten Khmer wurde Vorn im März 1976 zum Stellvertretenden Ministerpräsidenten und Industrieminister ernannt. Er stand den Komitees für Landwirtschaft, Industrie, Gummiplantagen, Kommunikation, Energie und Handel vor und war damit einer der einflussreichsten Politiker des Landes. Bis 1978 stand Vorn auf Rang fünf in der Hierarchie der Kommunistischen Partei Kambodschas bzw. der Organisation Angka. Vorn hatte die Befugnis, die Leiter der ihm unterstellten Betriebe und Verwaltungseinheiten zu ernennen und zu entlassen.
1977 war Vorn Mitglied einer Regierungsdelegation, die Peking und Pjöngjang besuchte. Die Reise führte dazu, dass die Volksrepublik China der Regierung Kampucheas 1978 „substanzielle Militärhilfe“ in Form von Waffenlieferungen leistete. Angesichts zunehmender Spannungen mit dem Nachbarn Vietnam führte Vorn 1977 auf kambodschanischer Seite Verhandlungen zur Beilegung der Streitigkeiten.
Vorn war zumindest mittelbar für den Betrieb des Foltergefängnisses S-21 verantwortlich. 1975 hatte er Kaing Guek Eav (Nom de guerre: „Genosse Duch“) als dessen Leiter eingesetzt. Eine Quelle behauptet, „Duch“ habe bei den Folterungen in dem Gefängnis Anweisungen Vorns umgesetzt.

#### Verhaftung und Tod
Vorn blieb bis zum Herbst 1978 im Amt. Bereits seit August 1978 hatte es vor dem Hintergrund zunehmender Spannungen mit Vietnam politische Säuberungen in der Organisation Angka gegeben, die zunächst die mittlere Führungsebene betrafen. Am 2. November 1978, als ein Einmarsch vietnamesischer Soldaten in Kambodscha unmittelbar bevorstand, wurde Vorn verhaftet und im Gefängnis S-21 arrestiert. Der Gefängnisleiter Duch bestätigte später, dass Vorn, sein ehemaliger Mentor, Ende 1978 in dieser Einrichtung inhaftiert gewesen und gefoltert worden war. Pol Pot selbst schlug Vorn und brach ihm im Gefängnis ein Bein. Unter Folter gestand Vorn, mithilfe der CIA einen Staatsstreich bzw. eine Gegenrevolution vorbereitet und mit Vietnam konspiriert zu haben. Vorn wurde zum Tode verurteilt und wahrscheinlich im Dezember 1978 hingerichtet. Die Parteiführung bezweifelte zunächst den Tod Vorns und veranlasste den „Genossen Duch“, dem sie Loyalität zu seinem bisherigen Mentor unterstellte, dazu, Vorns Grab zu öffnen, damit seine Leiche in Augenschein genommen werden konnte.
Ob Vorn tatsächlich den Versuch eines Staatsstreichs unternommen hatte, ist zweifelhaft. Einige Quellen gehen ohne nähere Detailangaben von einem Putschversuch Vorns aus, andere bezweifeln diese Angaben und betonen, dass es abgesehen von Vorns erzwungenem Geständnis keine belastbaren Hinweise auf derartige Versuche gibt. Vielfach wird die Verhaftung Vorns im Zusammenhang mit Pol Pots Paranoia gesehen, die sich angesichts eines bevorstehenden Angriffs durch Vietnam nun auch gegen seine eigenen Vertrauten gerichtet habe.